# Genbudo Museum
Das Genbudo Museum (japanisch 玄武洞ミュージアム genbudō myūjiamu) ist ein Museum nahe des Kinosaki-Onsen-Gebiets in Japan. Es ist in der Stadt Toyooka im nördlichen Teil der Präfektur Hyogo gelegen. Das Museum ist besonders bekannt für seine Sammlung seltener Mineralien und Edelsteine und gilt als größtes Museum der Präfektur Hyogo, das Steine als Schwerpunkt hat.

## Geschichte

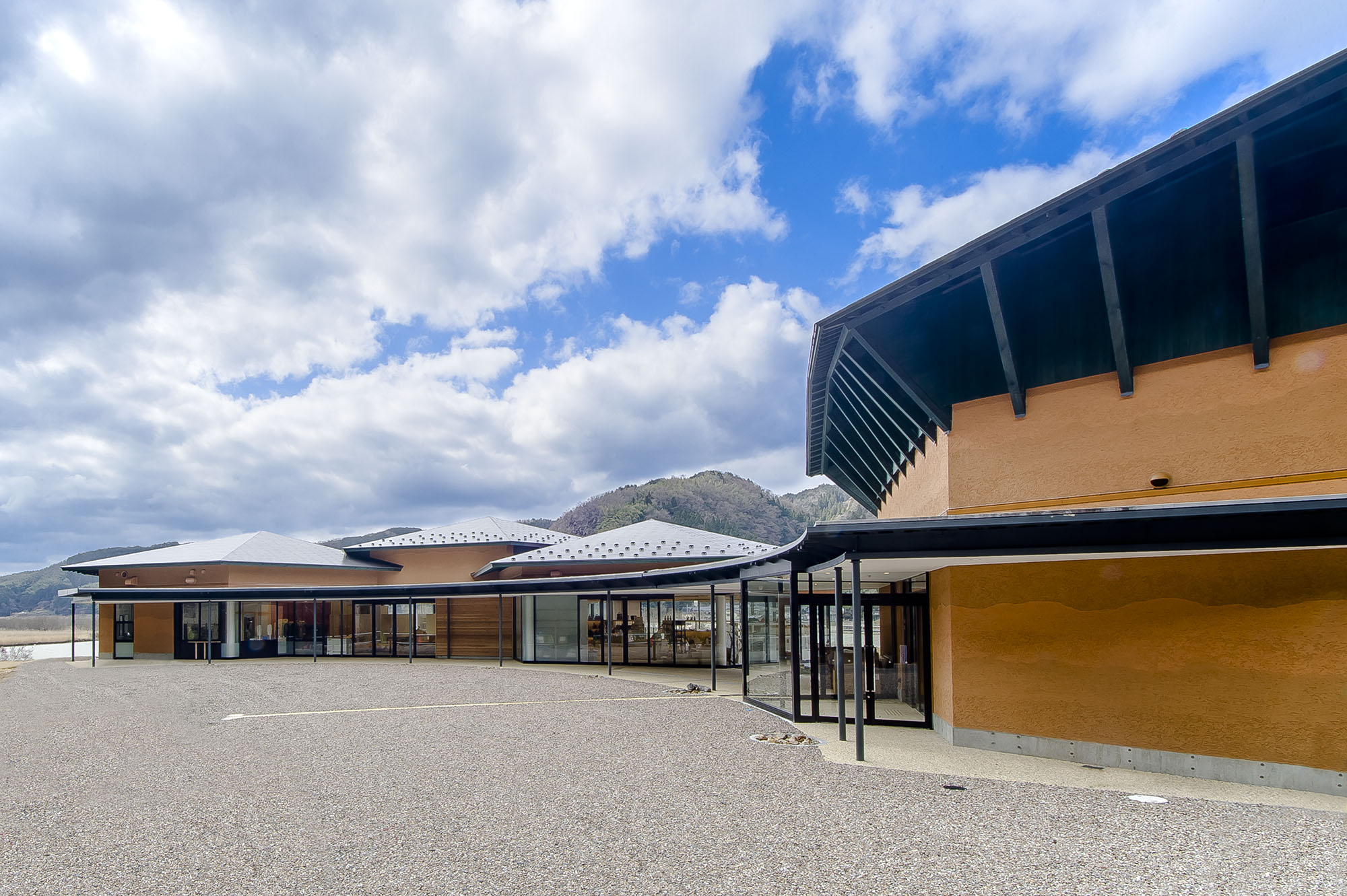
Genbudo Museum, den Höhlen und der Form der Basaltsteine nachempfunden

Das Genbudo Museum liegt nahe der Genbudo-Höhlen und des Eingangs zum Genbudo-Park, der Teil des Nationalparks San’in Kaigan ist.
Genbudo, das japanische Wort für Basalthöhle, bisweilen auch als „Höhle der schwarzen Schildkröte“ gedeutet, setzt sich aus fünf Höhlen zusammen, die aus säulenförmigen Fugen bestehen. Sie entstanden vor über 1,6 Millionen Jahren infolge eines Vulkanausbruchs. Als das Magma abkühlte, zog es sich zusammen und bildete vertikale Risse. Die Säulenfugen sind geschwungen, besitzen eine typisch polygonale Form und bilden ein Wabenmuster aus.
Diese Basaltfelsen sind auch für die Wissenschaftsgeschichte bedeutsam. Im Jahr 1926 formulierte der japanische Geophysiker Motonori Matuyama erstmals die Hypothese, dass sich das Magnetfeld der Erde in der Vergangenheit umgekehrt haben könnte. Anlass hierfür war seine Beobachtung, dass die polare magnetische Ausrichtung des Basalts von Genbudo der gegenwärtigen magnetischen Polarität der Erde entgegengesetzt ist.
Das Genbudo Museum wurde im Jahr 1972 eröffnet. Die Architektur ist von der sechseckigen Form der Basaltsäulenfugen und der Anordnung der fünf Höhlen inspiriert.

## Ausstellung

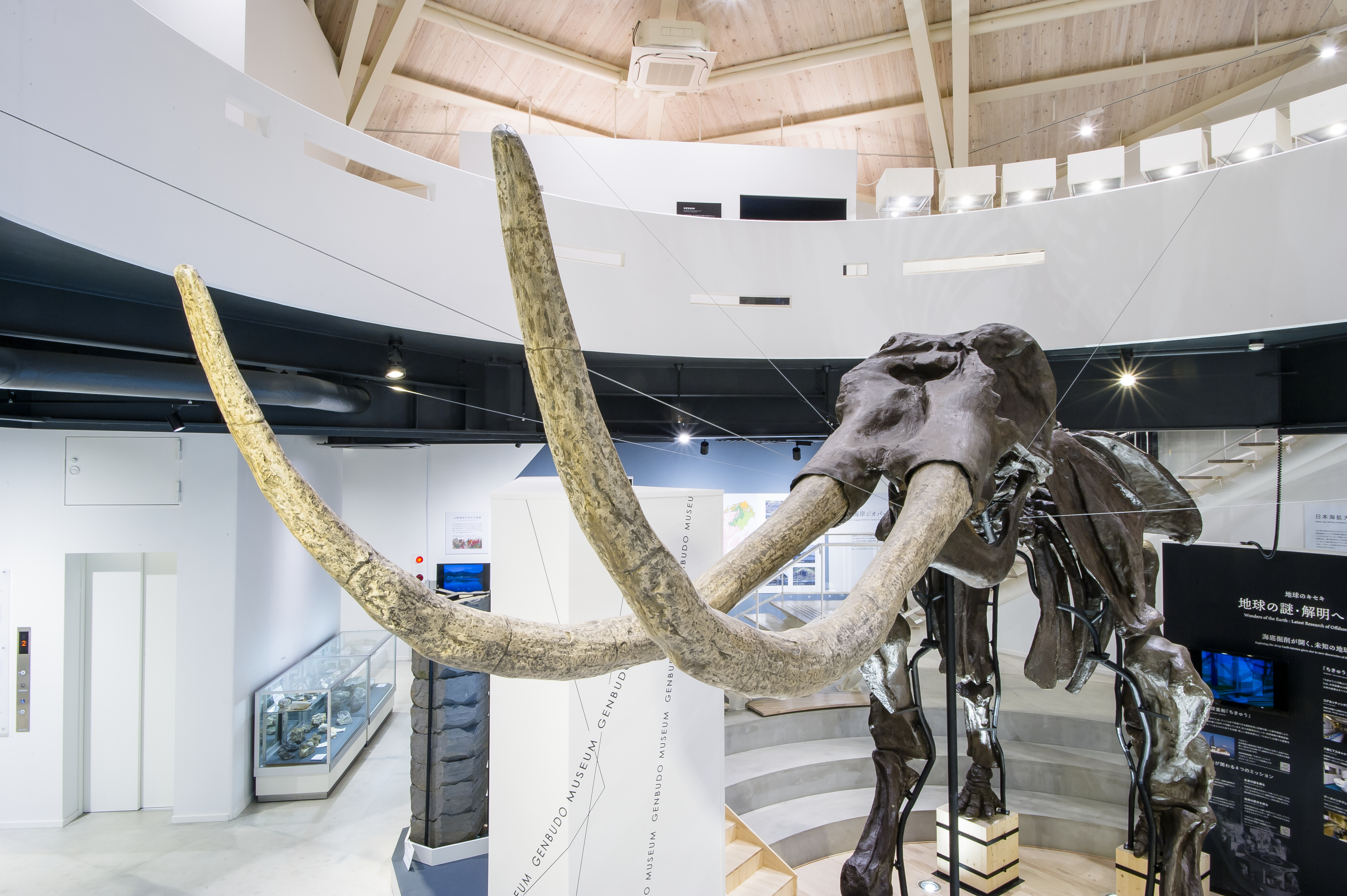
Stegodon

Die Ausstellung verteilt sich auf zwei Stockwerke. Die Exponate der ersten Etage widmen sich zum einen der Geschichte der Genbudu-Höhlen, den Basaltfelsen und den Besonderheiten des Nationalparks San’in Kaigan. Unterschiedliche Felsstücke, die aus dem Nationalpark stammen, können hier besichtigt werden. Als Besonderheit wird das Fossil eines Stegodons hervorgehoben. Diese Art war früher rund um die Genbudo-Höhlen und der Küstenregion heimisch. Ausgrabungen ermöglichten eine Präsentation im Museum.
Ein weiterer Schwerpunkt wird auf das Leben und die Geschichte der hiesigen Bevölkerung gelegt. Besonders erwähnt wird eine Web-Ausstellung, die Besucher in die traditionelle Webkunst Toyookas, „Willow Craft“ (Weidenhandwerk) genannt, einführen möchte. Diese spezielle Form des Webens reicht etwa 1200 Jahre zurück. In ganz Japan gibt es nur noch einen Handwerker namens Takumi Terauchi, der über die nationale Zertifizierung als traditioneller „yanagi-gori“-Handwerker verfügt und Handtaschen bzw. Handkoffer auf traditionelle Weise aus Weidenruten herstellt.

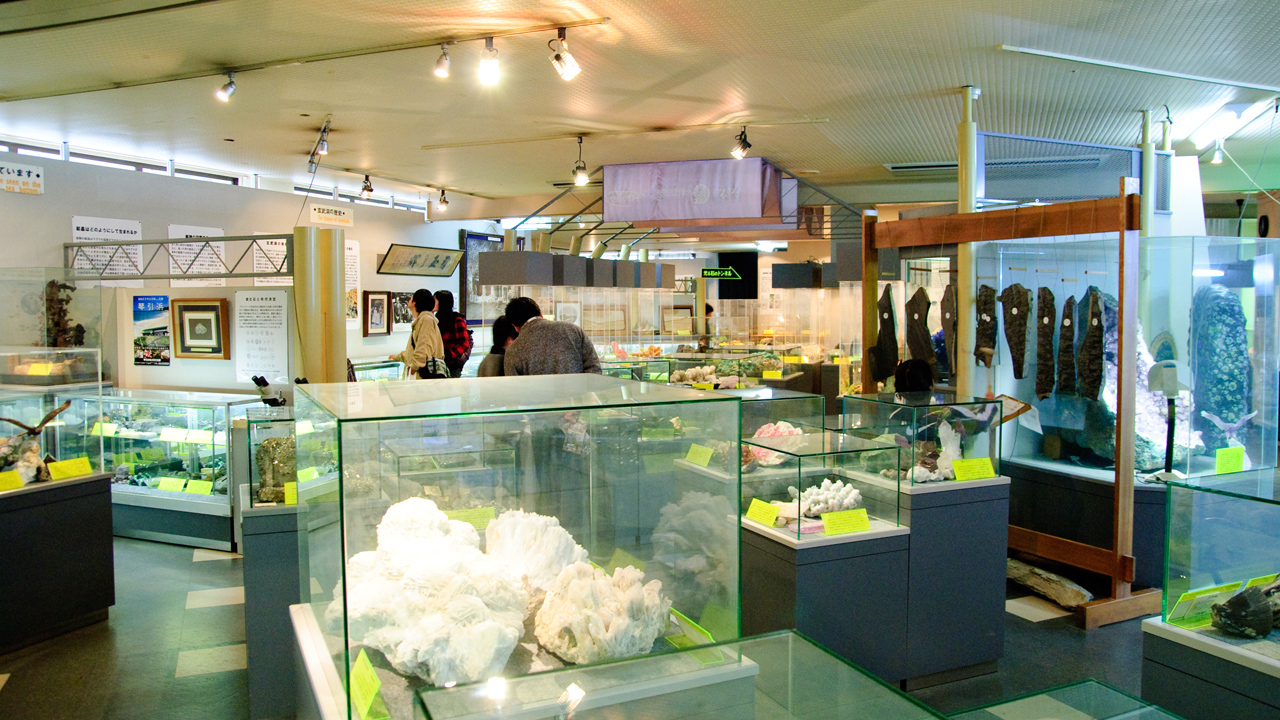
Stein-Ausstellung

In der zweiten Etage werden in einem Ausstellungsbereich seltene Steine und Mineralien unterschiedlicher Größe präsentiert. Darunter befinden sich auch leuchtende und klingende Steine.
Der zweite Ausstellungsbereich widmet sich anhand von Fossilien der Geschichte und dem Lebens von T. Rex. Auch Fossilien von Flugsauriern können dort besichtigt werden.

## Serviceeinrichtungen
Im Museum befindet sich ein Restaurant und Café mit Terrasse und Blick auf den Maruyama-Fluss. Dem Museum angeschlossen ist ein Souvenirladen, wo Steinwaren, regionale Handwerksarbeiten und Snacks erworben werden können.

## Belege
1. 1 2  Genbudo Museum. In: Visit Kinosaki. Abgerufen am 19. November 2024 (englisch).
2. 1 2 3  San’in Kaigan UNESCO Global Geopark. Ana Inspiration of Japan, abgerufen am 20. November 2024 (englisch).
3. 1 2 3 4 5 6  Genbudo Museum. In: 玄武洞ミュージアム. Abgerufen am 20. November 2024 (amerikanisches Englisch).
4. ↑  Genbudo Park. In: Visit Kinosaki. Abgerufen am 20. November 2024 (englisch).
5. ↑  Genbudo Museum Admission Ticket. Abgerufen am 20. November 2024 (englisch).
6. ↑  Toyooka’s Traditional Bag Crafting. In: Visit Kinosaki. Abgerufen am 20. November 2024 (englisch).